# Blanquillo (Uruguay)
Blanquillo es una localidad uruguaya del departamento de Durazno.

## Ubicación
La localidad se encuentra situada en la zona noreste del departamento de Durazno, entre los arroyos del Blanquillo y de las Cañas, sobre la ruta 43, próximo a su empalme con la ruta 42. Dista 125 km de la ciudad de Durazno y 270 km de Montevideo.

## Historia
Blanquillo es conocido como la «Capital de la Cerámica». Su nombre proviene del arroyo (situado a 8 kilómetros aproximadamente de dicho centro poblado) que lleva el mismo nombre. Esto se debe a que en el monte nativo que rodea al mencionado arroyo predominan los árboles llamados blanquillos (Sebastiania brasiliensis).
El pueblo se creó en 1939 como una aglomeración de casas junto a la estación del ferrocarril. Los habitantes de Blanquillo consideran que el pueblo se fundó el 3 de diciembre de 1939, día en que llegó en tren el entonces Presidente Alfredo Baldomir, su esposa y una importante comitiva.
Blanquillo fue elevado a la categoría de pueblo, por Ley 13.299 del 17 de noviembre de 1964.

## Población
Según el censo de 2023, la localidad contaba con una población de 1176 habitantes.
| 3528          | 1008 | 1053 | 987 | 1099 | 1162 | 1084 | 1176 |
| (Fuente: INE) |      |      |     |      |      |      |      |

## Economía
Se trata de una localidad ubicada en un área tradicionalmente ganadera. También la zona cuenta con un importante yacimiento de arcilla, siendo esta veta la más grande en extensión de todo el país. Esta población se ha caracterizado por la extracción, moldura y refinamiento de cerámica, siendo la principal localidad del Uruguay en exportar este material moldeado en forma artesanal en jarras, tazas, vajillas y otros. La Cooperativa-Taller de Cerámica es el principal centro de interés de Blanquillo.
Otra actividad en expansión es la forestación, aunque actualmente ha decaído y no brinda muchas fuentes de trabajo ni de ingresos.